# Marmelete
Marmelete és una freguesia portuguesa del municipi de Monchique, amb 147,67 km² d'àrea i 787 habitants (al cens del 2011). La densitat de població n'és de 5,3 hab/km², per això es considera una Àrea de Baixa Densitat (ordenança 1467-A/2001).
Malgrat ser accidentada, és una localitat agradable, amb bones aigües i terra fèrtil.

## Població
| Població de Marmelete | Població de Marmelete | Població de Marmelete | Població de Marmelete | Població de Marmelete | Població de Marmelete | Població de Marmelete | Població de Marmelete | Població de Marmelete | Població de Marmelete | Població de Marmelete | Població de Marmelete | Població de Marmelete | Població de Marmelete | Població de Marmelete |
| --------------------- | --------------------- | --------------------- | --------------------- | --------------------- | --------------------- | --------------------- | --------------------- | --------------------- | --------------------- | --------------------- | --------------------- | --------------------- | --------------------- | --------------------- |
| 1864                  | 1878                  | 1890                  | 1900                  | 1911                  | 1920                  | 1930                  | 1940                  | 1950                  | 1960                  | 1970                  | 1981                  | 1991                  | 2001                  | 2011                  |
| 1 797                 | 2 062                 | 2 450                 | 2 726                 | 3 063                 | 2 821                 | 3 191                 | 3 555                 | 3 405                 | 3 561                 | 2 693                 | 1 865                 | 1 249                 | 1 087                 | 787                   |

## Patrimoni
- Santinha
- Capella de Santo António
- Església parroquial de Marmelete
- Font Vella

## Llogarets
| - Abitureira - Serro da Roupa - Águas Belas - Almarjão - Almarjinhos - Ameixeira - Arroio - Assumada - Azenha - Azenha do Espojeiro - Barragem da Bravura - Barranc da Cruz - Barranc de Ribeira - Barranc do Lobo - Besteiro | - Besteirinho - Bica - Boavista - Brandão - Brejo - Cai Logo - Casa Velha - Cotofo - Cerquinha - Cerquinho - Chapada - Córga da Murta - Córgo do Vale - Córgo do Giraldo - Corte - Corte Cibrão de Baixo | - Corte Cibrão de Cima - Corte dos Coelhos - Corte Longa - Corte Pereiro - Covão - Enxameador - Esmoitada - Espigão - Espojeiro - Estrecadas - Folga - Fornalha - Forno Velho - Gordeiro - Gralhos | - Guena - Lavajo - Malhada Velha - Moinho do Passil - Monte de Santo António - Padescas - Passil - Passil de Baixo - Passil de Cima - Pé do Frio de Cima - Pé do Frio de Baixo - Pegões - Pisão - Pomar - Portela da Viúva | - Portela do Vale - Portela dos Gralhos - Povo de Baixo - Povo de Cima - Ribeira Brava - Romeiras - Rua Nova - Selão - Selão Branco - Tojeiro - Tremoçais - Tres Figos de Baixo - Tres Figos de Cima - Vale Figueira - Vale de Água | - Vale de Água de Cima - Vale de Água de Baixo - Vale da Junça - Zanganilha - Zebro - Zebro de Baixo - Zebro de Cima |